# Roberto Zevallos
Roberto Nemesio Zevallos del Carpio (Lima, Perú, 1 de agosto de 1952) es un exfutbolista peruano.

## Biografía
Se inició el club Atlético Barrio Frigorífico, debutando en 1973 a los 20 años de edad. 
Es un histórico en Coronel Bolognesi de Tacna, club donde militó entre 1980 y 1983.
También jugó en el Universitario de Deportes disputando 78 partidos, y marcando 34 goles para el club crema.
Fue parte de una preselección peruana en el año 1976, pero no llegó a debutar oficialmente en el combinado nacional.

## Clubes
| Club                        | País | Año       |
| --------------------------- | ---- | --------- |
| Atlético Barrio Frigorífico | Perú | 1973-1974 |
| Universitario de Deportes   | Perú | 1975-1977 |
| CNI de Iquitos              | Perú | 1978      |
| Deportivo Municipal         | Perú | 1979      |
| Coronel Bolognesi           | Perú | 1980-1983 |
| Unión Huaral                | Perú | 1984-1985 |
| CNI de Iquitos              | Perú | 1986      |